# ЗГУ-1
ЗГУ-1 — советская зенитная одиночная горно-вьючная пулемётная установка.

## История
Создание установки ЗГУ-1 было поручено группе конструкторов под руководством Р. Я. Пурцена и К. Е. Рацинского. На заводские испытания установка была представлена в 1955 г., в 1956 году прошли полигонные испытания ЗГУ-1. Производство установки было развернуто в 1967 г.

## Описание
Представляет собой пулемётную огневую точку, состоит из модернизированного 14,5-мм пулемета КПВМ, легкого лафета и прицельных приспособлений. При проектировании установки была реализована возможность использования вместо КПВ пулемет ДШКМ (вариант КПВ, под который проектировали ЗГУ-1, к 1967 году был снят с производства).
Предназначена для поражения воздушных целей, летящих со скоростью до 200 м/с на дальности до 2000 и высоте до 1500 м. Возможно применения по наземным целям (легкобронированной технике, живой силе). Для управления стрельбой из установки используется зенитный коллиматорный прицел ВК-4.
На большие расстояния буксируется армейскими автомобилями, может быть установлена также в кузове автомобиля, при этом возможна стрельба прямо с машины. Для транспортировки по пересеченной местности во вьюках установка может разбираться на части весом до 40 кг каждая. Установка разбирается на вьюки без использования каких-либо инструментов за 4 минуты.
В середине 1960-х гг. вьетнамские коммунисты обратились к руководству СССР с просьбой предоставить им среди прочих образцов вооружения и легкую зенитную установку, способную эффективно бороться с американской авиацией в условиях партизанской войны в джунглях.
ЗГУ-1 идеально подходила для этих целей. Ее срочно доработали под танковый вариант пулемета Владимирова КПВТ (вариант КПВ, под который проектировали ЗГУ-1, к тому времени был снят с производства) и в 1967 г. запустили в серийное производство. Первые партии установок предназначались исключительно для поставок на экспорт во Вьетнам.

## ТТХ ЗГУ-1
- Начальная скорость пули — 990—1000 м/с.
- Зона обстрела — по дальности — 2 км, по высоте — 1,5 км.
- Скорострельность — 550 выстр./мин.
- Наибольший угол возвышения до 90°.